# Дов-Бер з Межиріча
Дов-Бер з Межиріча (івр. דֹּב בֶּר מִמֶּזְרִיץ, Магід з Межиріча Корецького, 1704–1772) — другий лідер хасидизму. Наступник Баала Шем Това. Помер 19 Кіслева за єврейським календарем.

## Біографія
Народився в містечку Локачі на Волині (Річ Посполита). Батько — Аврум. За сімейними переказами, походив від нащадків царя Давида. Працював меламедом. Весь свій вільний час він присвячував вивченню Талмуду, цікавився також кабалою, внаслідок чого став замкнутим, суворим та похмурим. Безперервний піст (часом «від суботи до суботи») виснажив його організм і зробив його вкрай хворобливим. Жив він дуже бідно і годував сім'ю тільки жалюгідними заробітками з проповідництва. Володів даром слова і його палкі слова захоплювали слухачів. Прізвисько «магід» залишилось за ним до кінця життя.
Вже в зрілому віці познайомився з рабином Баалом Шем Товом, в якому спочатку вбачав тільки цілителя. Але той вилікував не тільки тіло, а й душу. Він пояснив ученому проповіднику значення деяких пунктів практичної кабали і, урешті-решт, розкрив йому своє власне вчення, в якому дійсно було щось нове і дивовижне для людини, яка вважала за належне постійно виснажувати себе, мордувати власне тіло і з похмурим настроєм корити себе за гріхи. Він прийняв учення Баал Шем Това і невдовзі, переробивши це вчення у собі й внісши в нього власні елементи, почав його проповідувати.
В 1760 році після смерті Шем Това був обраний лідером хасидів. На відміну від Шем Това, якого справжні рабини не поважали за занадто простий норов та «невивченість», Дов Бер при житті мав репутацію відмінного талмудиста і кабаліста, — що у зв'язку зі славою верховного голови хасидів приваблювало до нього масу вченого люду.
Помер у грудні 1772 року (19 Кіслева за єврейським календарем) у Аннополі, де й був похований. Він залишив після себе сина — відомого цадика Авраама Малаха — та численних учнів, яким належало відіграти значну роль у розвитку хасидизму.